# Nordre Kirkegård (Aarhus)
Nordre Kirkegård er en kirkegård i Aarhus. Den ligger på Trøjborg, umiddelbart øst for Århus Kommunehospital ved Nørrebrogade og er én af i alt to kommunale kirkegårde i byen, hvor Vestre Kirkegård er den anden.
Kirkegården breder sig over et areal på 14,8 ha.
Kirkegården blev anlagt fra midten af 1870'erne til 1892 og taget i brug i 1876. Den afløste Søndre Kirkegård, der lå hvor det nuværende Aarhus Rådhus ligger. Det nuværende kirkegårdskapel i nyromansk stil blev indviet i 1880 og er tegnet af arkitekt V. Puch. Det er ombygget i 1909 af S.F. Kühnel, ligesom der blev indrettet krematorium i kapellets kælder i 1941. Det blev dog nedlagt i 1969; siden har krematoriet ved Vestre Kirkegård været anvendt.
Nordre Kirkegård er udvidet adskillige gange; i 1891, 1892, 1899 og 1912. I 1920 blev det besluttet at anlægge Vestre Kirkegård, der blev taget i brug syv år senere. Beplantningen på kirkegården består af mange forskellige træer, og den er en populær oase i byen.

## Kendte begravet på Nordre Kirkegård
- Eggert Achen
- Knud Andersen Alstrup
- Henry Amfeldt
- Peter Bøgh Andersen
- Niels Barnow
- Poul Bechgaard
- Johanne Berg
- Franz Blatt
- Kai Blicher
- Andreas Blinkenberg
- N. Blixenkrone-Møller
- Astrid Blume
- Asger Bonfils
- Nicolai Stabel Brock
- Hans Broge
- Peter Johan Busch
- Leo Carpato
- Brian F.C. Clark
- Frits Georg Clausen
- Rudolf Frimodt Clausen
- Johannes Clausen
- Dagmar Cortz
- Jens Cramer
- Jørgen Dalberg-Larsen
- Enrico Mylius Dalgas
- Ernesto Emil Dalgas
- Ole Dorph-Jensen
- Freddie Dybris
- Henrik Lykke Ewald
- Harry Falck
- Christian Filtenborg
- Vilhelm Flach
- Andreas Fritz
- Lars P. Gammelgaard
- Lars P. Gammelgaard
- Jens Ulrik Gerdes
- Johannes Guldbrandsen
- Jonna Hald
- Carl Hammerich
- Knud Hannestad
- Hans Hansen
- Julius Høegh-Guldberg
- Hugo Helmig
- Peter Holm
- Aage Holm-Pedersen
- Carl Holst-Knudsen
- Jens Holt
- H.P. Ingerslev
- Gerhard von Irgens-Bergh
- Bent Iversen
- Herluf Jastrup
- Johan Fjord Jensen
- Niels Joachim Jensen
- Robert Funck Jensen
- Bernhardt Jensen
- Harald Jensen
- Jakob Jensen
- Jens Marinus Jensen
- Johan Fjord Jensen
- Kai Jensen
- Jørgen Pilegaard Jensen
- Kai Jensen
- Marinus Henrich Jæger
- Thorkild Juncker
- Palle Juul-Jensen
- Sophus Frederik Kühnel
- Axel Kier
- Vilhelm Kier
- Christian Ludvig Kier
- Knud Kier
- Erik Kjersgaard
- Torunn Kjølner
- Peter Kjær
- William Knoblauch
- Mathilde Krarup
- Steinar Kvale
- Svend Unmack Larsen
- Anna Laursen
- N. Johan Laursen
- Frederik Lausen
- Marius Lind
- Vincentz Charles Lindhardt
- Gerd Lütken
- Knud Lundbæk
- O.H. Malchau
- Fredrik D. Matzen
- L.C. Meulengracht
- Adolph Meyer
- Erling Møldrup
- Jørgen Peter Müller
- Johannes Magnus Mørk
- Christen Nielsen
- Magnus Nielsen
- Niels Kayser Nielsen
- Niels Åge Nielsen
- Christian F. Nielsen
- Jacob Johannes Bech Nygaard
- Axel Olsen
- Thomas Pazyj
- Søren Peter Petersen
- Signe Adler Petersen
- Carl Vilhelm Puck
- Vilhelm Puck
- Peter Sabroe
- Ferdinand Salling
- Herman Salling
- Willy Samsing
- Hans-Jørgen Schanz
- Ruth Schmidt
- Fritz Schønheyder
- Hans Schourup
- M. Simonsen
- Teddy Sørensen
- Peter Kristian Johansen Stampe
- Ulf Stenbjørn
- Erling Stensgaard
- Maria Struzik-Krull
- Tage Tage-Hansen
- Theodor Funch Thomsen
- Vilhelm Thuesen
- Svein Tønsager
- Lise Togeby
- Svenne Topgaard
- Holger Trosborg
- Hans Henrik Vagner
- H.C. Vartenberg
- F. Vestergaard
- Thora Visby-Petersen
- V.Th. Walther
- Adolph Wantzin
- John Wied
- Lars Andreas Wilson
- Ole Wisborg
- Søren Christian Wærum

- Gravsted og monument for Peter Sabroe.
- Gravsted og monument for Thora Visby-Petersen.